# 1773 en littérature
| Années de la littérature : 1770 - 1771 - 1772 - 1773 - 1774 - 1775 - 1776    |
| Décennies de la littérature : 1740 - 1750 - 1760 - 1770 - 1780 - 1790 - 1800 |

Cet article présente les faits marquants de l'année 1773 en littérature.

## Événements
- Janvier : Christoph Martin Wieland commence à publier le mensuel littéraire Der Teutsche Merkur (en) à Weimar[1].
- 13 avril : mariage du dramaturge irlandais Richard Brinsley Sheridan avec la chanteuse et actrice Elizabeth Ann Linley[2].
- 18 août : Samuel Johnson rejoint James Boswell à Édimbourg pour un voyage dans les Hébrides (fin le 22 novembre) ; Johnson en fait le récit dans A Journey to the Western Islands of Scotland (1775) et Boswell dans The Journal of a Tour to the Hebrides publié en 1785[3].

## Parutions
- 11 et 23 septembre : Rules By Which A Great Empire May Be Reduced To A Small One (« Règles pour faire d’un grand État un petit ») et An Edict by the King of Prussia (« Édit du roi de Prusse ») pamphlets de Benjamin Franklin publiés dans le Public Advertiser[4].

- Claude-Adrien Helvétius, De l’homme, de ses facultés intellectuelles et de son éducation, vol. 1, Londres, 1773 (présentation en ligne), publié à titre posthume, en deux volumes.
- Von deutscher Art und Kunst : Einige fliegende Blätter, Hamburg, Bode, 1773 (présentation en ligne) (« Du style et de l’art allemands »), essai de Goethe et Herder considéré comme le manifeste du Sturm und Drang.

- Jacques-Henri Bernardin de Saint-Pierre, Voyage à l'Isle de France, à l'Isle de Bourbon, au Cap de Bonne-Espérance, etc., Amsterdam, Merlin, 1773 (présentation en ligne), en deux volumes.

- Jean-Baptiste Grosson, Recueil des antiquités et des monuments marseillais : qui peuvent intéresser l’histoire et les arts, Marseille, Jean Mossy, 1773 (présentation en ligne), ouvrage qui fait longtemps référence pour l'histoire des monuments de la ville de Marseille.
- Antoine Court de Gébelin, Le Monde primitif analysé et comparé avec le monde moderne, vol. 1, Paris, Chez l'auteur, 1773 (présentation en ligne), en neuf volumes oubliés de 1773 à 1782.

### Fictions et poésies
- 1er septembre : Phillis Wheatley, Poems on Various Subjects, Religious and Moral (en), London, A. Bell, Aldgate,, 1773 (présentation en ligne), publication à Londres du premier recueil de la poétesse afro-américaine Phillis Wheatley.

- Anna Laetitia Barbauld, Poems, London, Joseph Johnson, 1773 (présentation en ligne).
- Friedrich Gottlieb Klopstock, Der Messias, Halle, Carl Hermann Hemmerde, 1773 (présentation en ligne), publication des cinq dernier chants de (« La Messiade »), composée de vingt chants publiés en 1749, 1756, 1769 et 1773.

## Naissances
- 10 octobre : Mary Anne Holmes, poétesse et écrivaine irlandaise († 10 mars 1805).